# Pittsfield (Maine)
Pittsfield es un pueblo ubicado en el condado de Somerset en el estado estadounidense de Maine. En el Censo de 2010 tenía una población de 4.215 habitantes y una densidad poblacional de 33,41 personas por km².

## Geografía
Pittsfield se encuentra ubicado en las coordenadas 44°46′11″N 69°26′1″O / 44.76972, -69.43361. Según la Oficina del Censo de los Estados Unidos, Pittsfield tiene una superficie total de 126.17 km², de la cual 124.78 km² corresponden a tierra firme y (1.1%) 1.39 km² es agua.

## Demografía
Según el censo de 2010, había 4.215 personas residiendo en Pittsfield. La densidad de población era de 33,41 hab./km². De los 4.215 habitantes, Pittsfield estaba compuesto por el 94.38% blancos, el 0.69% eran afroamericanos, el 0.17% eran amerindios, el 2.63% eran asiáticos, el 0.07% eran isleños del Pacífico, el 0.31% eran de otras razas y el 1.76% pertenecían a dos o más razas. Del total de la población el 2.35% eran hispanos o latinos de cualquier raza.